# Великий Двор (Нюксенский район)
Вели́кий Двор — деревня в Нюксенском районе Вологодской области.
Входит в состав Городищенского сельского поселения, с точки зрения административно-территориального деления — в Городищенский сельсовет.
Расстояние по автодороге до районного центра Нюксеницы — 43 км, до центра муниципального образования Городищны — 3 км. Ближайшие населённые пункты — Микшино, Ананьевская, Юшково, Верхняя Горка, Карманов Двор, Софроновская.
По переписи 2002 года население — 44 человека (23 мужчины, 21 женщина). Всё население — русские.
В деревне родился Герой Советского Союза Иван Кармановский.